# John Everett Millais
John Everett Millais (Southampton, Reino Unido, 8 de junio de 1829-Londres, 13 de agosto de 1896) fue un pintor e ilustrador inglés, destacado en el arte romántico, miembro fundador de la Hermandad Prerrafaelita.

## Vida y obra

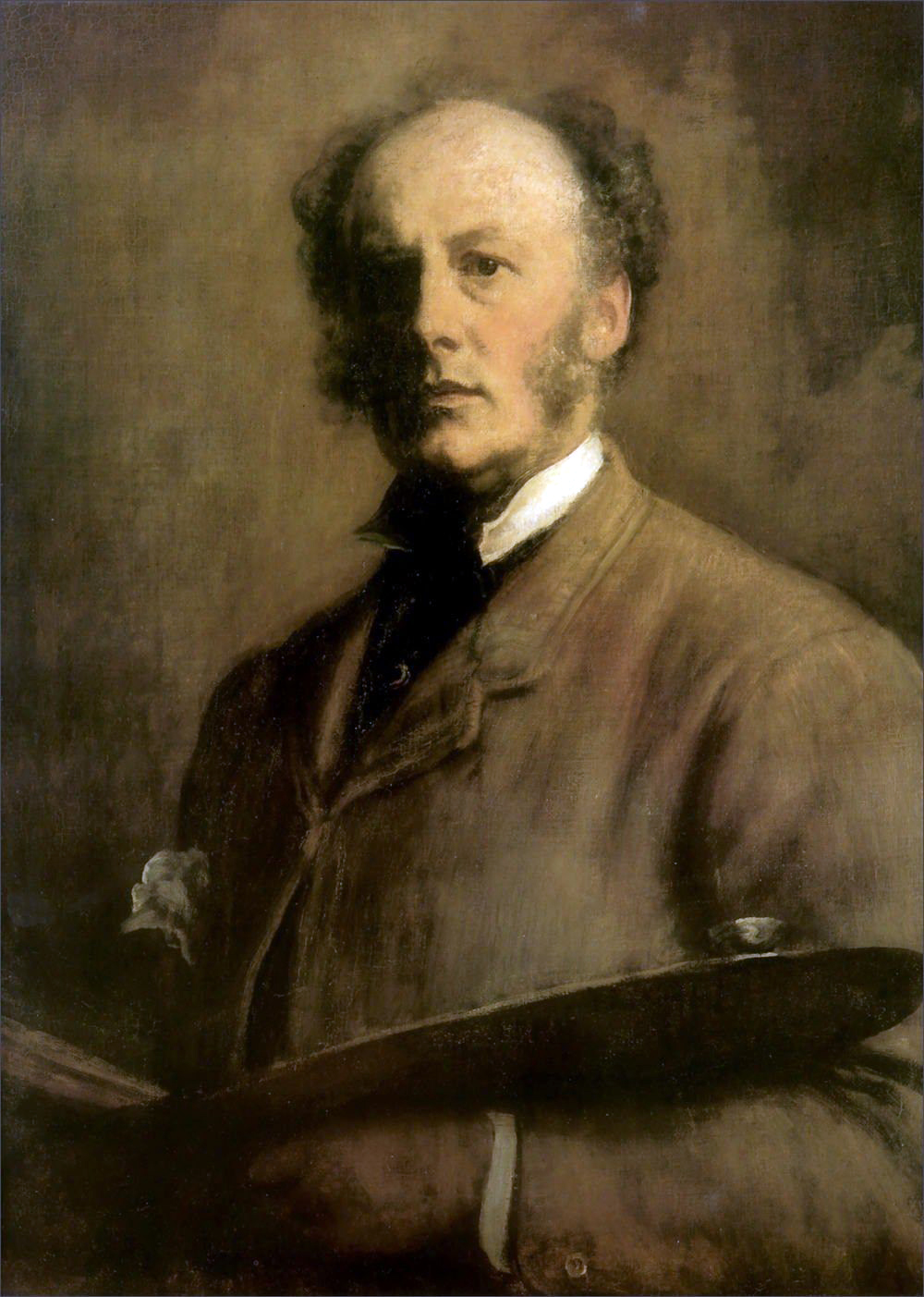
Autorretrato (1881).

Millais nació en Southampton, en el seno de una familia originaria de la Isla de Jersey. Fue un niño prodigio que pintaba desde los cuatro años y se le consideraba poseedor de un talento poco común. Por esta razón, cuando tenía siete años su familia se trasladó a Londres para poder ofrecer una buena educación artística a su hijo. Su prodigioso talento para el arte le valió una plaza en las escuelas de la Royal Academy con solo once años (1840). Durante su permanencia en esta institución, conoció a William Holman Hunt y Dante Gabriel Rossetti, con quienes fundó la Hermandad Prerrafaelita en 1848. 
Millais y Hunt llegan a tener una gran amistad, reconociéndose en uno y otro los mismos gustos por la pintura.  
Su obra inicialmente responde a los ideales estéticos de la asociación prerrafaelita, aunque a partir de la década de los setenta su evolución a los cánones académicos se hace progresivamente patente.  

### Período prerrafaelita
En su propio estudio funda en 1848 la hermandad prerrafaelista, junto a Hunt y Rosseti, rebelándose contra el academicismo establecido por el entonces director de la Academia Inglesa, Joshua Reynolds. Según ellos este no hacía sino seguir las directrices marcadas por el manierismo, que no hacía sino perpetuar una tradición de retrato ampuloso y elegante, pero vacío de significado, de ahí nace el nombre prerrafaelita, ya que denota todo arte realizado tras Miguel Ángel, y, sobre todo, Rafael. Tuvieron como premisa fundamental: 1) el regreso al detallismo minucioso, y 2) la vuelta al colorido vibrante y luminoso de los primitivos italianos y flamencos.
John Everett Millais tiene tintes románticos hasta la Sesión Inaugural, que tuvo lugar en la casa de sus padres, y a la que asistieron el mismo John, Rosetti y Hunt, que, como hemos apuntado anteriormente, fueron los creadores del grupo.

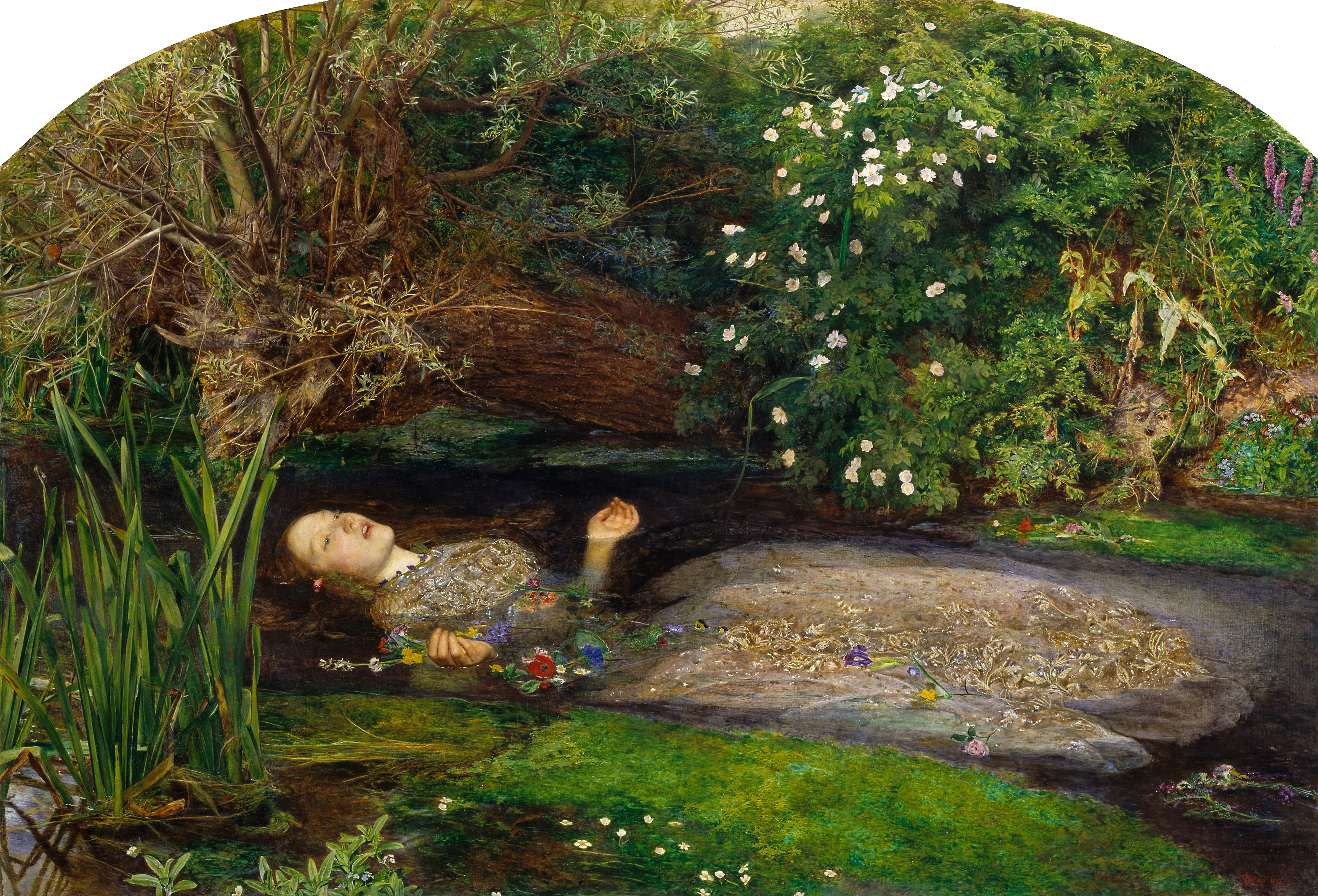
Ofelia.

¿Paradoja? Jonh Everett Millais y Willian Holman Hunt estudiaban en la Royal Academy, a la que, por supuesto, mantuvieron en la más absoluta ignorancia de su hermandad. En cuanto al tercer fundador, Rosetti, era alumno de Ford Maddox Brown, y había quedado prendado por un cuadro de Hunt inspirado en la poesía de Keats: “La víspera de Santa Inés”.
Un año después de la fundación de la hermandad, Millais, realiza una de sus obras más polémicas: Cristo en casa de sus padres, que intenta exponer en 1850, siendo rechazada. 

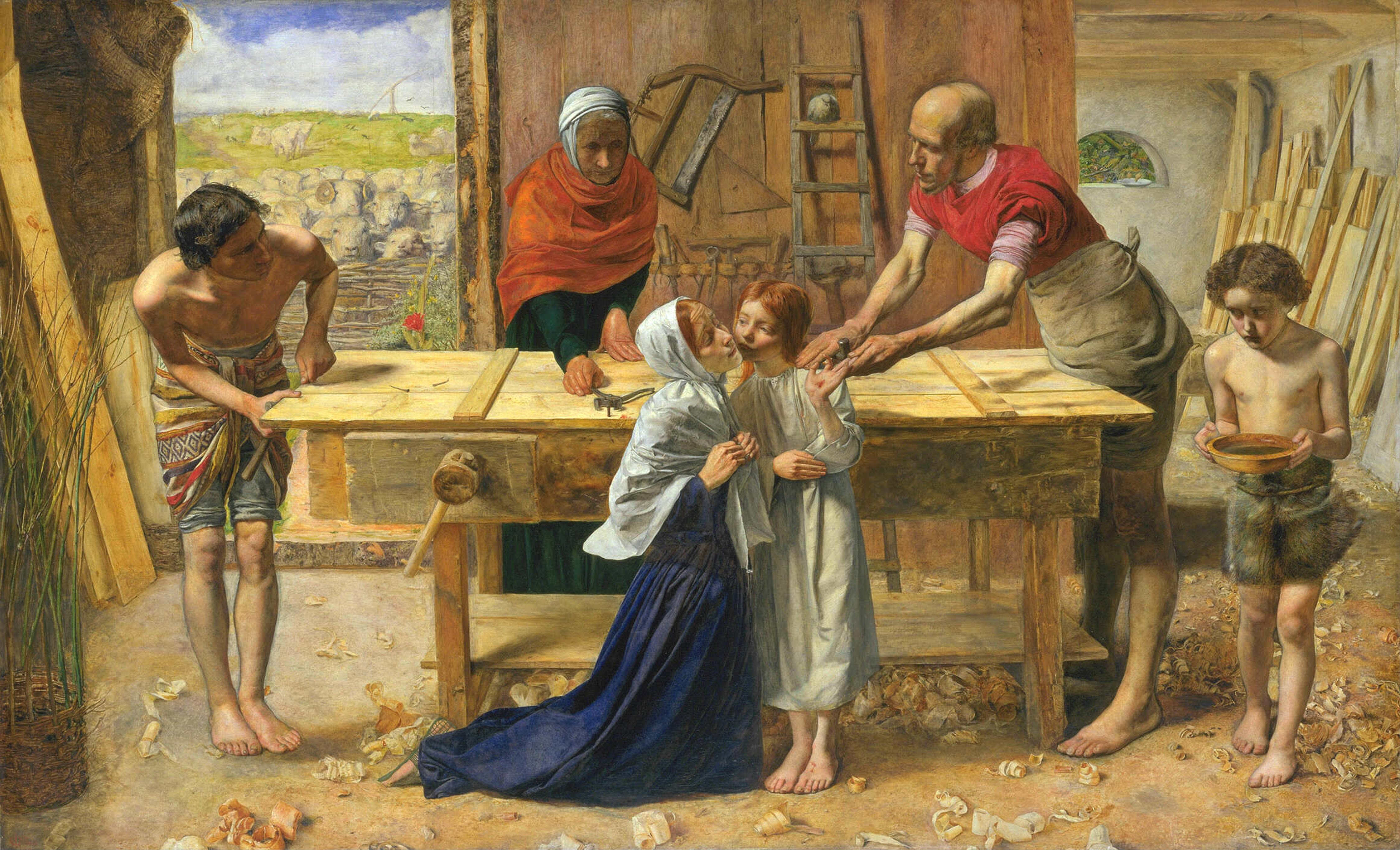
Cristo en casa de sus padres.

El cuadro de Millais Cristo en casa de sus padres (1850) fue objeto de controversia a causa del retrato realista de una Sagrada Familia de clase obrera trabajando en un desordenado taller de carpintería. Otras obras posteriores de Millais fueron también polémicas, aunque no tanto. Consiguió el éxito con Un hugonote (1852), que representa a una joven pareja a punto de separarse a causa de sus diferencias de religión. El artista repetiría este mismo tema en obras posteriores.
Todas sus obras de este período están realizadas con gran atención por los detalles, destacando a menudo la belleza y complejidad del mundo natural. En pinturas como Ofelia (1852), Millais creó superficies pictóricas densamente elaboradas basándose en la integración de elementos de la naturaleza. Este procedimiento ha sido descrito como una especie de «ecosistema pictórico». También destaca su pintura Hojas de otoño (1856), donde retrató a sus cuñadas Alice y Sophie Gray. Fue exhibida por primera vez en la Royal Academy en 1856, donde John Ruskin, gran crítico de la época, la definió como "La perfección de un crepúsculo". Este cuadro alcanzó gran fama a partir de su exposición y numerosos copistas replicaron esta y otras de sus obras. Actualmente, la obra original se encuentra en la Galería de la ciudad de Mánchester, habiéndose descartado la autenticidad de otras obras homólogas de esta última que se encuentran repartidas por Europa.
Dicho estilo fue promovido por el crítico John Ruskin, quien había defendido a los prerrafaelitas de sus críticos. A través de su amistad con Ruskin, Millais conoció a la esposa de este, Effie Gray, quien poco después posó para el cuadro de Millais, The Order of Release. Millais y Effie terminaron enamorándose, y en 1856, tras conseguir ella la anulación de su matrimonio con Ruskin, contrajeron matrimonio.
Según algunos críticos, el prerrafaelismo podría considerarse el primer movimiento de vanguardia. Algunos rasgos del grupo (la intención rupturista, su carácter programático, la adopción de un nuevo nombre para su arte o la publicación de una revista, The Germ, como órgano de promoción del movimiento) sí parecen anticipar lo que luego será común en las vanguardias; si bien la ruptura con la realidad no tiene la radicalidad de las del siglo XX.

### Obras posteriores
Tras su matrimonio, su pintura se aparta de sus antiguos ideales y se acomoda a los gustos del público y a la tradición académica con la realización de numerosos retratos, escenas costumbristas y temas históricos. 
Cambió su estilo de pintura, haciéndolo más comercial y asequible, lo que Ruskin calificó de «una catástrofe». Según algunos comentaristas, los motivos de este cambio se encuentran en la necesidad de Millais de aumentar sus ingresos para mantener a su creciente familia. Antiguos correligionarios de Millais, como William Morris, lo acusaron de venderse para conseguir dinero y popularidad. Sus admiradores, en cambio, vieron en el cambio de su pintura la influencia de Whistler y del impresionismo. Millais, por su parte, explicó su cambio de estilo como consecuencia de su evolución como artista, que le permitía intentar un estilo más audaz. En su artículo «Pensamientos sobre el arte de hoy» ("Thoughts on our art of Today") (1888) proponía a Velázquez y Rembrandt como sus principales modelos. 

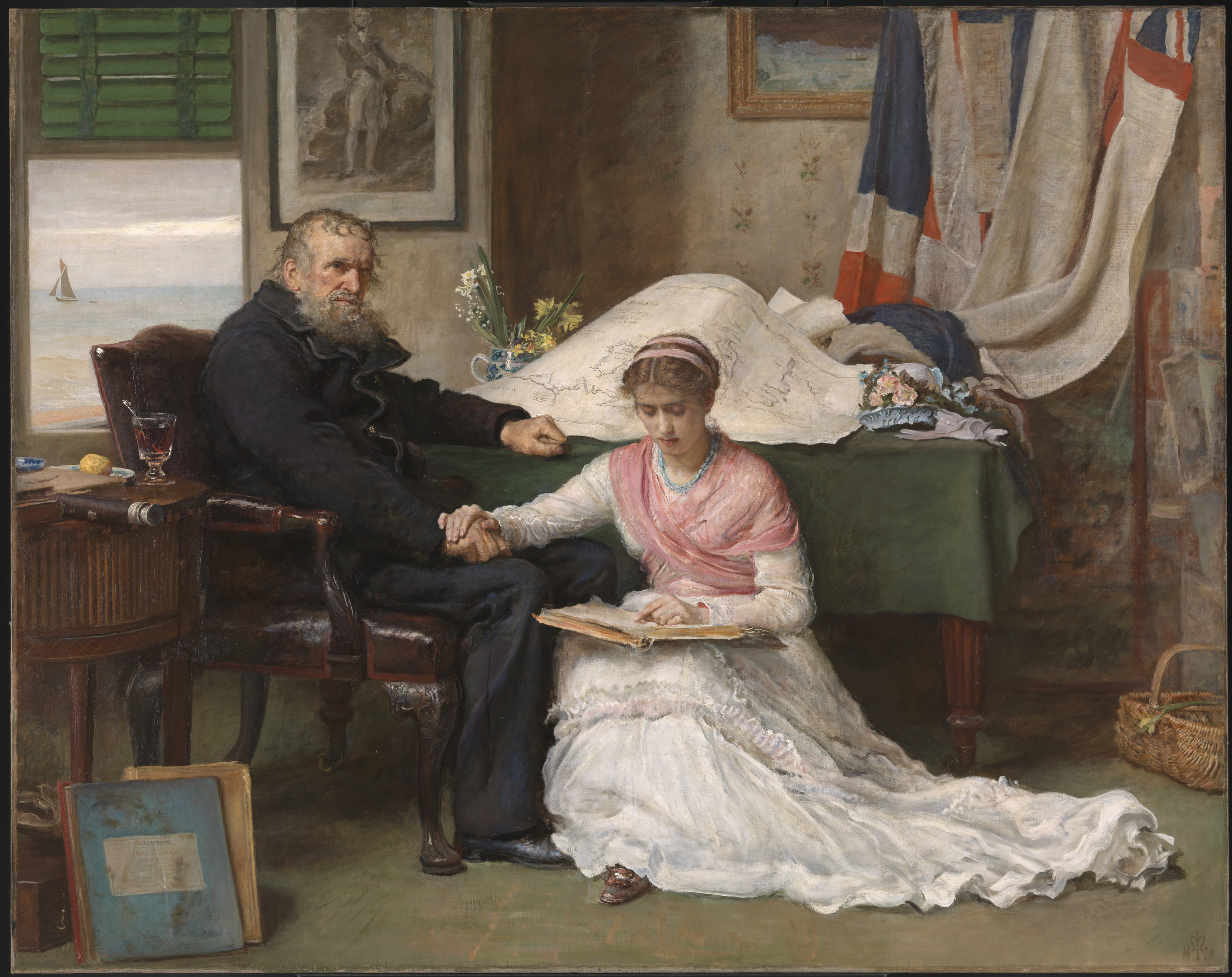
El paso del noroeste (1874), Tate Britain, Londres.

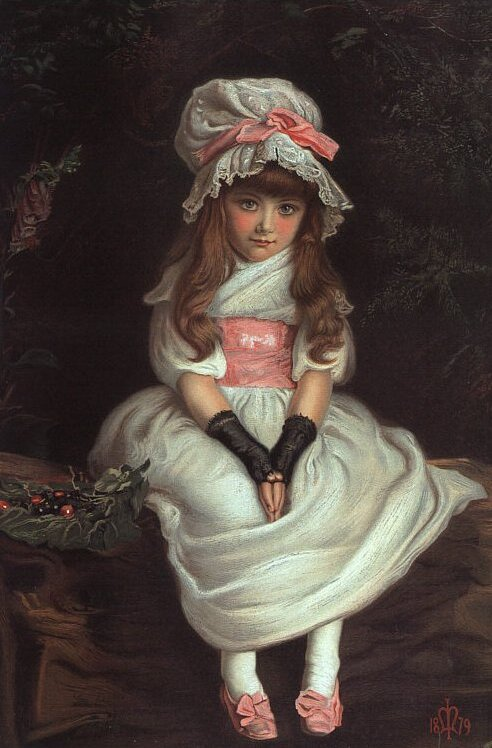
Cherry Ripe (1879), imagen utilizada en un anuncio de jabón.

En cuadros como La víspera de Santa Inés y La sonámbula se hace evidente la influencia de Whistler. Otras obras de los años 1860 pueden interpretarse como parte del esteticismo. En muchos de ellos despliega amplios bloques de color armoniosamente ordenados. Posteriormente, en los años 1870, pintó obras en las que queda patente la influencia de Rembrandt. Entre estas últimas destacan El paso del Noroeste (1874) y La niñez de Raleigh (1871). En estos cuadros se observa el interés de Millais por temas tales como la expansión del Imperio Británico y la exploración del globo. Su último proyecto fue un cuadro que representaba a un explorador blanco yaciendo muerto en el veldt africano, contemplado con indiferencia por dos africanos. También es destacable en esta época su interés por la pintura de paisajes, para la que prefería lugares desolados e inhóspitos. El primero de estos cuadros paisajísticos, Frío octubre (1870) fue realizado en Perth, cerca de la casa natal de su esposa. En Pertshire pintó otros muchos cuadros cerca de Dunkeld, donde Millais iba cada otoño para cazar y pescar. Tuvieron también gran popularidad sus cuadros protagonizados por niños, como Cherry Ripe (1879) y Burbujas (1886),  famosos (quizá por desgracia) por haber sido utilizados en los anuncios del jabón Pears.

### Ilustraciones

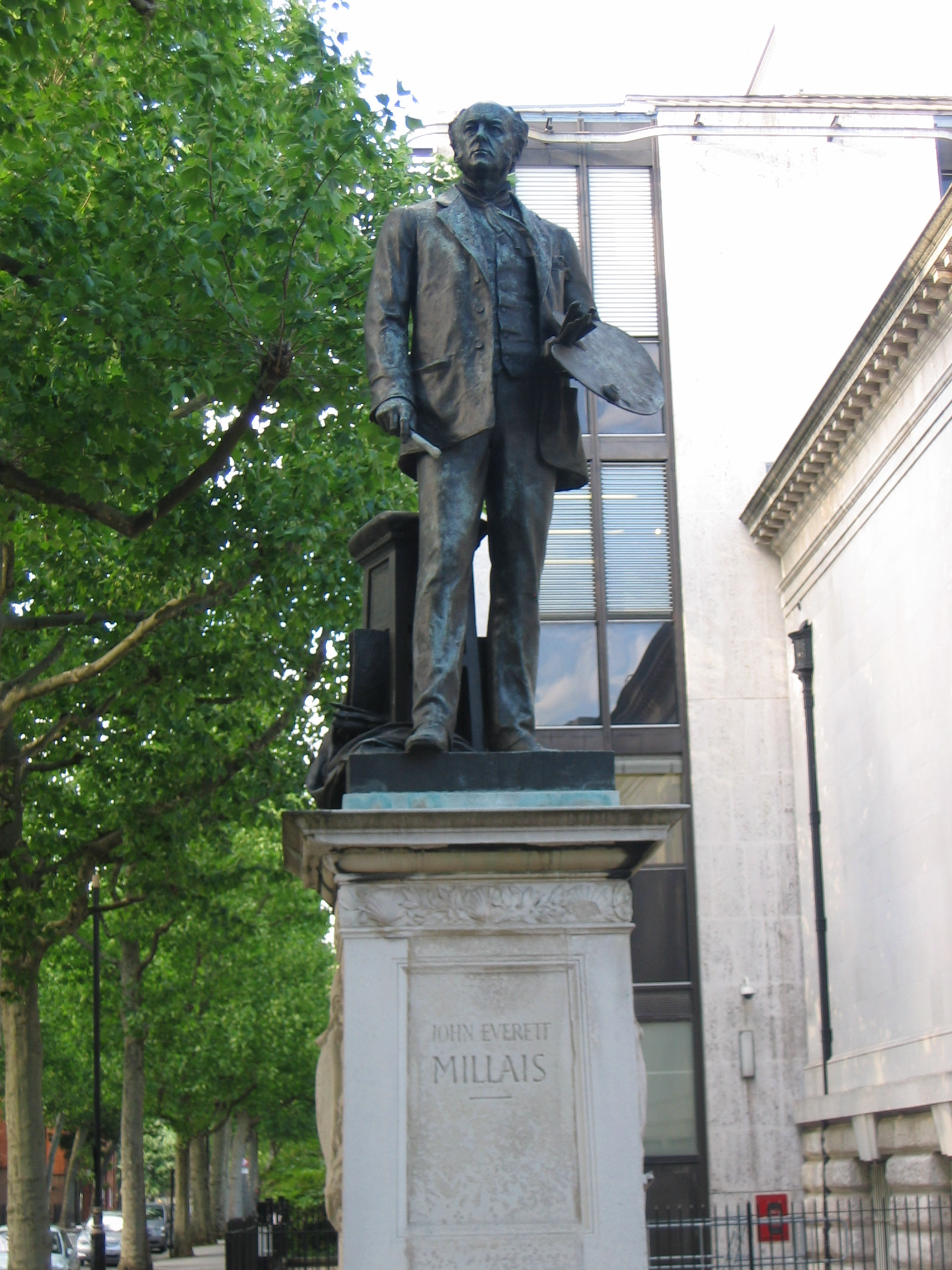
Estatua en Londres.

Millais alcanzó un éxito notable como ilustrador de libros, sobre todo de las obras de Anthony Trollope y los poemas de Alfred Tennyson. Sus ilustraciones de las parábolas evangélicas se publicaron en 1864. Su suegro encargó la realización de unas vidrieras basadas en las mismas para una iglesia de Perth.

### Carrera académica
Millais fue elegido miembro asociado de la Royal Academy of Arts en 1853, y poco después fue admitido como miembro de pleno derecho. En la Academia tuvo una muy activa participación. En 1885 se le otorgó el título de baronet, siendo el primer artista en obtener un título hereditario. Tras la muerte de Frederic Leighton en 1896, Millais fue elegido presidente de la Academia, pero falleció ese mismo año de cáncer de garganta.

## Catálogo de obras
La tabla que sigue recoge muchas de las obras realizadas por Millais, aunque el catálogo no está completo. 
| Cuadro | Año (*) | Obra | Tipo de obra       | Dimensiones (cm) | Museo                                                                          |
| ------ | ------- | --- | ------------------ | ---------------- | ------------------------------------------------------------------------------ |
|        | 1847-48 | Cymon and Iphigenia | Óleo sobre lienzo  |                  | Reino Unido, Liverpool, Lady Lever Art Gallery.                                |
|        | 1848    | The Death of Romeo and Juliet | Óleo sobre lienzo  |                  | Reino Unido, Mánchester, Manchester City Art Gallery.                          |
|        | 1848-49 | Isabella | Óleo sobre lienzo  |                  | Reino Unido, Liverpool, Walker Art Gallery.                                    |
|        | 1850    | Ferdinand Lured by Ariel |                    |                  | Reino Unido, Liverpool, Sudley House.                                          |
|        | 1850    | Portrait of Wilkie Collins | Óleo sobre lienzo  |                  |                                                                                |
|        | 1850    | Cristo en casa de sus padres | Óleo sobre lienzo  | 86,3 × 139,7     | Reino Unido, Londres, Tate Britain.                                            |
|        | 1851    | Mariana | Óleo sobre lienzo  | 49,5 x 59,7      | Reino Unido, Londres, Tate Britain.                                            |
|        | 1851    | The Return of the Dove to the Ark |                    |                  |                                                                                |
|        | 1851    | La dama de honor | Óleo sobre lienzo  | 27,9 x 20,3      | Reino Unido, Cambridge, Museo Fitzwilliam                                      |
|        | 1851    | Portrait of Mrs Coventry Patmore. |                    |                  |                                                                                |
|        | 1852    | Un hugonote, en el día de San Bartolomé                                                                                                |                    |                  | Makins Collection (privada).                                                   |
|        | 1851    | Ofelia (Ophelia) | Óleo sobre lienzo  | 76 x 112 cm      | Reino Unido, Londres, Tate Britain.                                            |
|        | 1853    | El realista proscrito, 1651 | Óleo sobre lienzo  |                  | Andrew Lloyd Webber Collection.                                                |
|        | 1853    | The Order of Release |                    |                  | Reino Unido, Londres, Tate Britain.                                            |
|        | 1853-54 | Portrait of John Ruskin | óleo sobre lienzo  | 78.7 x 68 cm     |                                                                                |
|        | 1855    | Wandering Thoughts |                    |                  | Reino Unido, Mánchester, Manchester City Art Gallery.                          |
|        | 1855    | The Rescue | Óleo sobre lienzo  |                  | Australia, Melbourne, National Gallery of Victoria.                            |
|        | 1856    | Peace Concluded | Óleo sobre lienzo  |                  | Estados Unidos, Minneapolis Institute of Arts.                                 |
|        | 1856    | Hojas de otoño | Óleo sobre lienzo  | 104,3 × 74       | Reino Unido, Mánchester, Manchester City Art Galleries                         |
|        | 1856    | La chica ciega | Óleo sobre lienzo  |                  | Reino Unido, Birmingham, Birmingham Museum & Art Gallery.                      |
|        | 1856    | L'Enfant du Regiment |                    |                  | Estados Unidos, Connecticut, Yale Center for British Art.                      |
|        | 1857    | A Dream of the Past — Sir Isumbras at the Ford                                                                                         | Óleo sobre lienzo. | 49 x 67 in       | Lady Lever Art Gallery, Port Sunlight                                          |
|        | 1857-58 | Only a Lock of Hair |                    |                  | Reino Unido, Mánchester, Manchester City Art Gallery.                          |
|        | 1858    | The Vale of Rest | Óleo sobre lienzo  |                  | Reino Unido, Londres, Tate Britain.                                            |
|        | 1859    | Spring (Apple Blossoms) | Óleo sobre lienzo  |                  | Reino Unido, Liverpool, Lady Lever Art Gallery.                                |
|        | 1860    | El brunswicker negro | Óleo sobre lienzo  | 104 x 68'5 cm    | Reino Unido, Liverpool, Lady Lever Art Gallery.                                |
|        | 1865    | Esther | Óleo sobre lienzo  |                  | colección privada.                                                             |
|        | 1865    | Joan of Arc | Óleo sobre lienzo  |                  | colección privada.                                                             |
|        | 1868    | Vanessa | Óleo sobre lienzo  |                  | Reino Unido, Liverpool, Sudley House.                                          |
|        | 1868    | Stella |                    |                  | Reino Unido, Mánchester, Manchester City Art Gallery.                          |
|        | 1870    | A Flood | Óleo sobre lienzo  |                  | Reino Unido, Mánchester, Manchester City Art Gallery.                          |
|        | 1870    | The Knight Errant | Óleo sobre lienzo  |                  |                                                                                |
|        | 1870    | Frío octubre | Óleo sobre lienzo  | 141 x 186'7 cm   |                                                                                |
|        | 1871    | The Martyr of Solway |                    |                  | Reino Unido, Liverpool, Walker Art Gallery.                                    |
|        | 1871    | Victory O Lord! |                    |                  | Reino Unido, Mánchester, Manchester City Art Gallery.                          |
|        | 1873    | Winter Fuel | Óleo sobre lienzo  |                  | Reino Unido, Mánchester, Manchester City Art Gallery.                          |
|        | 1874    | El Paso del Noroeste | Óleo sobre lienzo  | 222'2 x 176'5 cm | Reino Unido, Londres, Tate Britain.                                            |
|        | 1876    | Mrs Leopold Reiss |                    |                  | Reino Unido, Mánchester, Manchester City Art Gallery.                          |
|        | 1878    | Portrait of Lily Langtry (1853-1929).                                                                                                  | Óleo sobre lienzo  |                  |                                                                                |
|        | 1878    | The Princes Edward and Richard in the Tower                                                                                            | Óleo sobre lienzo  |                  | Países Bajos, Museo Van Gogh.                                                  |
|        | 1879    | Cherry Ripe. The Painting | Óleo sobre lienzo  |                  |                                                                                |
|        | 1880    | James Fraser |                    |                  | Reino Unido, Mánchester, Manchester City Art Gallery.                          |
|        | 1884    | An Idyll of 1745 |                    |                  | Reino Unido, Liverpool, Lady Lever Art Gallery.                                |
|        | 1886    | Bubbles | Óleo sobre lienzo  |                  | Reino Unido, Liverpool, Lady Lever Art Gallery, Liverpool. (owned by Unilever) |
|        | 1886    | Portia (Kate Dolan) | Óleo sobre lienzo  |                  |                                                                                |
|        | 1887    | The Nest | Óleo sobre lienzo  |                  | Reino Unido, Liverpool, Lady Lever Art Gallery.                                |
|        | 1890    | Lingering Autumn |                    |                  | Reino Unido, Liverpool, Lady Lever Art Gallery.                                |
|        | 1891    | Glen Birnam |                    |                  | Reino Unido, Mánchester, Manchester City Art Gallery.                          |
|        | s.d.    | Portrait of The Marquis of Salisbury (1830-1903).                                                                                      |                    |                  |                                                                                |
|        | s.d.    | Portrait of Lord Hartington (1833-1908).                                                                                               |                    |                  |                                                                                |
|        | s.d.    | Portrait of John Douglas Sutherland Campbell, Lord Lorne (1845-1914).                                                                  |                    |                  |                                                                                |
|        | s.d.    | Portrait of John Henry Newman, Cardinal Newman (1801-90).                                                                              | Óleo sobre lienzo  |                  |                                                                                |
|        | s.d.    | Portrait of William Ewart Gladstone (1809-98).                                                                                         | Óleo sobre lienzo  |                  |                                                                                |
|        | s.d.    | Portrait of Benjamin Disraeli, (1804-81).                                                                                              |                    |                  |                                                                                |
|        | s.d.    | Portrait of Archibald Philip Primrose, fifth Earl of Roseberry (1847-1929), - Liberal politician, and for a short time Prime Minister. |                    |                  |                                                                                |
|        | s.d.    | Portrait of Alfred Tennyson (1809-92).                                                                                                 |                    |                  |                                                                                |
|        | s.d.    | Portrait of James Clark Hook RA (1819-1907).                                                                                           |                    |                  |                                                                                |
|        | s.d.    | Portrait of Sir Henry Irving (1838-1905).                                                                                              |                    |                  |                                                                                |
|        | s.d.    | Portrait of Louise Jopling (1843-1933).                                                                                                |                    |                  |                                                                                |
|        | s.d.    | Portrait of Kate Perugini (1839-1929).                                                                                                 |                    |                  |                                                                                |
|        | s.d.    | Portrait of Sophy Caird (1843-82). |                    |                  |                                                                                |
|        | s.d.    | Portrait of Elizabeth, Diana, and Mary Armstrong - daughters of Sir William Armstrong, in “Hearts Are Trumps.”                         |                    | .5 x 42.5 in.    |                                                                                |
|        | s.d.    | Portrait of Kate Hoare (1856-1948), Grace Hoare (1856-1946) - models for “Twins.”                                                      |                    |                  |                                                                                |
|        | s.d.    | Portrait of Mrs Mary Chamberlain nee Endicott (1864-1957).                                                                             |                    |                  |                                                                                |
|        | s.d.    | Portrait of Mrs F H Myers |                    |                  |                                                                                |
|        | s.d.    | Portrait of Mrs Bischoffsheim |                    |                  |                                                                                |
|        | s.d.    | Portrait of The Duchess of Westminster                                                                                                 |                    |                  |                                                                                |
|        | s.d.    | Portrait of Lady Campbell |                    |                  |                                                                                |